# 82-га окрема десантно-штурмова бригада (Україна)
82-га окрема десантно-штурмова Буковинська бригада (82 ОДШБр) — військове з'єднання Десантно-штурмових військ Збройних сил України чисельністю у бригаду. Базується в місті Чернівці. Входить до складу 8-й десантно-штурмового корпусу.
Бригада створена на початку 2023 року, під час російського повномасштабного вторгнення на базі 3 батальйонно-тактичної групи який раніше входив до складу 80 ОДШБр. Влітку 2023 року брала участь у боях на Запорізькому напрямку.

## Історія
На початку 2023 року на базі 3-ї батальйонно-тактичної групи 80 ОДШБр у Чернівцях була сформована 82-га окрема десантно-штурмова бригада.
Влітку 2023 року бригада отримала значну кількість західної техніки, зокрема Challenger 2, Stryker та Marder. Завдяки цьому в медіа вона фігурувала як найпотужніша бригада ДШВ.
15 серпня 2023 року стало відомо про те, що кількома днями раніше бригада розпочала свою участь у битві за Роботине.
22 серпня 2023 повідомлялося, що бригада втратила 2 БРЕМ M1132 ESV. 5 вересня 2023 року повідомлялося, що бригада втратила знищеним танк Challenger 2 82 ОДШБр стала першою в історії частиною, що втратила танк цього типу внаслідок дій ворога.
В серпні 2024 стало відомо, що бригада бере участь у боях у Курській області.
23 серпня 2024 року указом президента України бригаді присвоєно почесне найменування «Буковинська».
5 листопада 2024 року бригада повідомила, що на Курському напрямку знищила 2 651 російських військовослужбовців, 4 танки, 3 гелікоптери, 4 РЕБ, 2 артсистеми, 23 бойових броньованих машин, 26 бронетранспортерів, 12 БМП/БМД та 86 ЛАТ/ВАТ. Також було знищено 45 БпЛА ZALA, 12 «Ланцетів», 7 дронів-камікадзе, 4 дрони типу «Крило» та 6 «Орланів». В полон взяла 75 російських військовослужбовців.
24 січня 2025 року бригада розбила штурмову групу росіян, що складалася з танка Т-80 і трьох машин БМП-3, які намагалися прорватись на бронетехніці в селище Нікольський на Курщині. Танк витримав декілька влучань, дві БМП-3 було виведено з ладу на околицях. Оборону цього населеного пункту росіяни намагалися прорвати вдруге за останні дні.
23 квітня 2025 року українські ЗМІ повідомляли, що формується 8-й корпус ДШВ, і його формування відбувається на базі 82-ї десантно-штурмової бригади.

## Структура
- 1-й десантно-штурмовий батальйон[12]
- 2-й десантно-штурмовий батальйон[13]
- РУБпАК «Wild division»[14]

## Оснащення
- Challenger 2[2]
- Stryker (в тому числі БРЕМ M1132 ESV)[2][3]
- Marder[2]
- Cougar[15]
- М-119[16]
- Гранатомети Форт-600[17]

## Командування
- 2023—2024: полковник Розлач Павло Іванович[18]
- 2024—2025: полковник Волошин Дмитро Сергійович[19]
- з 2025: підполковник Гуцул Володимир Олександрович[20]

## Втрати
На квітень 2025 року відомо щонайменше 42 імені загиблих бригади.

## Вшанування

### Нагороджені
Найвищими державними нагородами відзначені:
- Язловецький Павло Олександрович — капітан, командир десантно-штурмової роти, Герой України (2025).